# 古土站
古土站（韓語：고토역）是朝鮮民主主義人民共和國咸鏡南道长津郡的一個鐵路車站，属于长津线。

## 邻近车站
长津线
黃草嶺站 - 古土站 - 富盛站